# Walter Döpp
Walter Döpp (* 19. Februar 1901 in Weidenau (Sieg); † 1. Juli 1963 in Marburg) war ein deutscher Botaniker.
Sein botanisches Autorenkürzel lautet „Döpp“.
Döpp promovierte 1927 an der Universität Marburg und habilitierte sich dort 1932. Nach seiner Zeit als Privatdozent wurde er von 1938 ao. Professor und von 1943 bis 1945 Professor für Blütenpflanzen und Phytopathologie an der Technischen Hochschule Dresden. 1933 trat Döpp in die SA ein und unterzeichnete das Bekenntnis der deutschen Professoren zu Adolf Hitler. Nach 1945 lehrte er wieder an der Universität Marburg.

## Schriften
- Untersuchungen über die Entwicklung von Prothallien einheimischer Polypodiaceen, Jena 1927 (= Diss. Marburg 1927)
- Cytologische und genetische Untersuchungen innerhalb der Gattung Dryopteris, 1939
- Dryopteris Filix - Mas, 1961